# Сендзішова (Малопольське воєводство)
Сендзішова (пол. Sędziszowa) — село в Польщі, у гміні Бобова Горлицького повіту Малопольського воєводства.
Населення — 577 осіб (2011).
У 1975-1998 роках село належало до Новосондецького воєводства.

## Демографія
Демографічна структура станом на 31 березня 2011 року:
|          | Загалом | Допрацездатний вік | Працездатний вік | Постпрацездатний вік |
| -------- | ------- | ------------------ | ---------------- | -------------------- |
| Чоловіки | 286     | 72                 | 192              | 22                   |
| Жінки    | 291     | 73                 | 159              | 59                   |
| Разом    | 577     | 145                | 351              | 81                   |